# Brempt (Adelsgeschlecht)

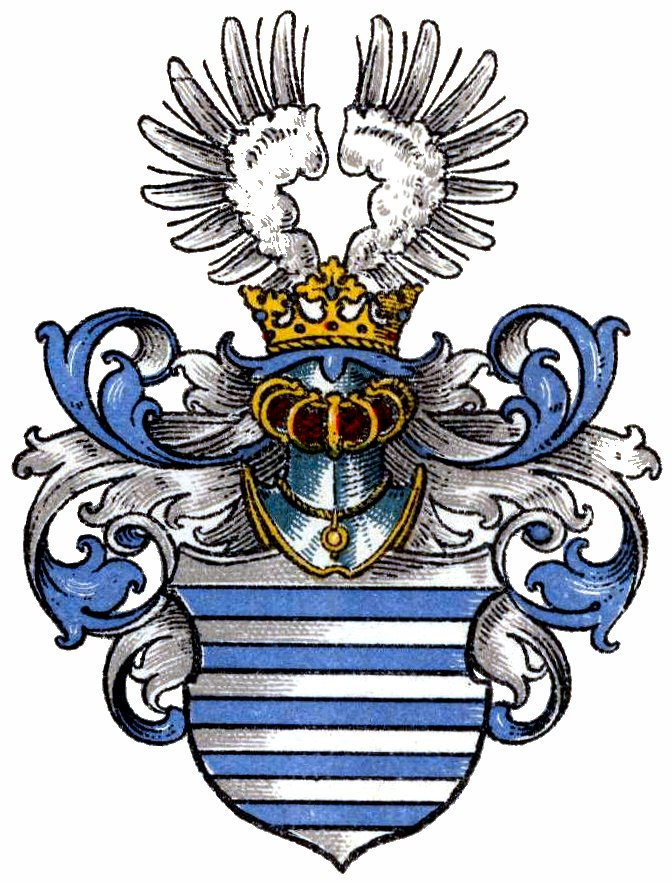
Wappen derer von Brempt

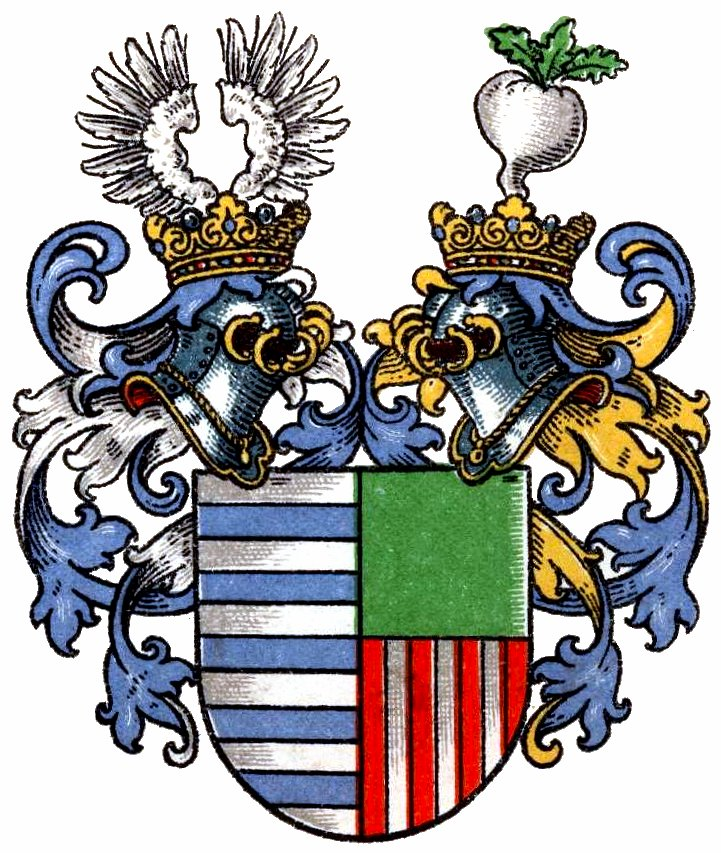
Vereinigtes Wappen derer von Brempt-Brent nach Spießen

Die Herren von Brempt (auch: Bremt, Bremit, Breimt o. ä.) waren ein rheinländisches Adelsgeschlecht.

## Geschichte
Das Geschlecht war im Rheinland und in Westfalen begütert. Es soll „eins der ältesten und verzweigtesten der Rheinlande“ gewesen sein. Das Geschlecht gehörte ursprünglich dem Dynastenstand an und leitete seinen Ursprung von der Herrlichkeit Brempt bei Niederkrüchten ab. Dort besaß die Familie das Haus Brempt. Als früheste Familienmitglieder erschienen Edelhard und Gieselbert von Brempt im Jahr 1113, ferner Gisbert und Rutger de Bremit im Jahr 1197. Der 1236 erschienene „Rutgerus nobilis vir de Bremt“ war ein Sohn des genannten Gisbert. Als früher Besitz des Geschlechts sind unter anderem die Radermühle in Schwalmtal und ein Brempter Hof in der Kölner Severinstraße überliefert. Neben den genannten frühen Familienmitgliedern, die aufgrund der vorliegenden Quellen nicht zu einer durchgehenden Stammfolge zusammengefügt werden können, existierten später zwei Familienlinien:

### Linie Niederlieck-Doenrath-Eltzenrath
Eine Linie saß seit Ende des 14. Jahrhunderts auf Niederlieck. Diese Linie besaß später im Herzogtum Limburg die Häuser Doenrath, Etzenrath und Holten sowie Gut Muthagen, Holtum und Burg Großbüllesheim. Diese Linie und damit das Gesamtgeschlecht derer von Brempt erlosch im Mannesstamm 1805.

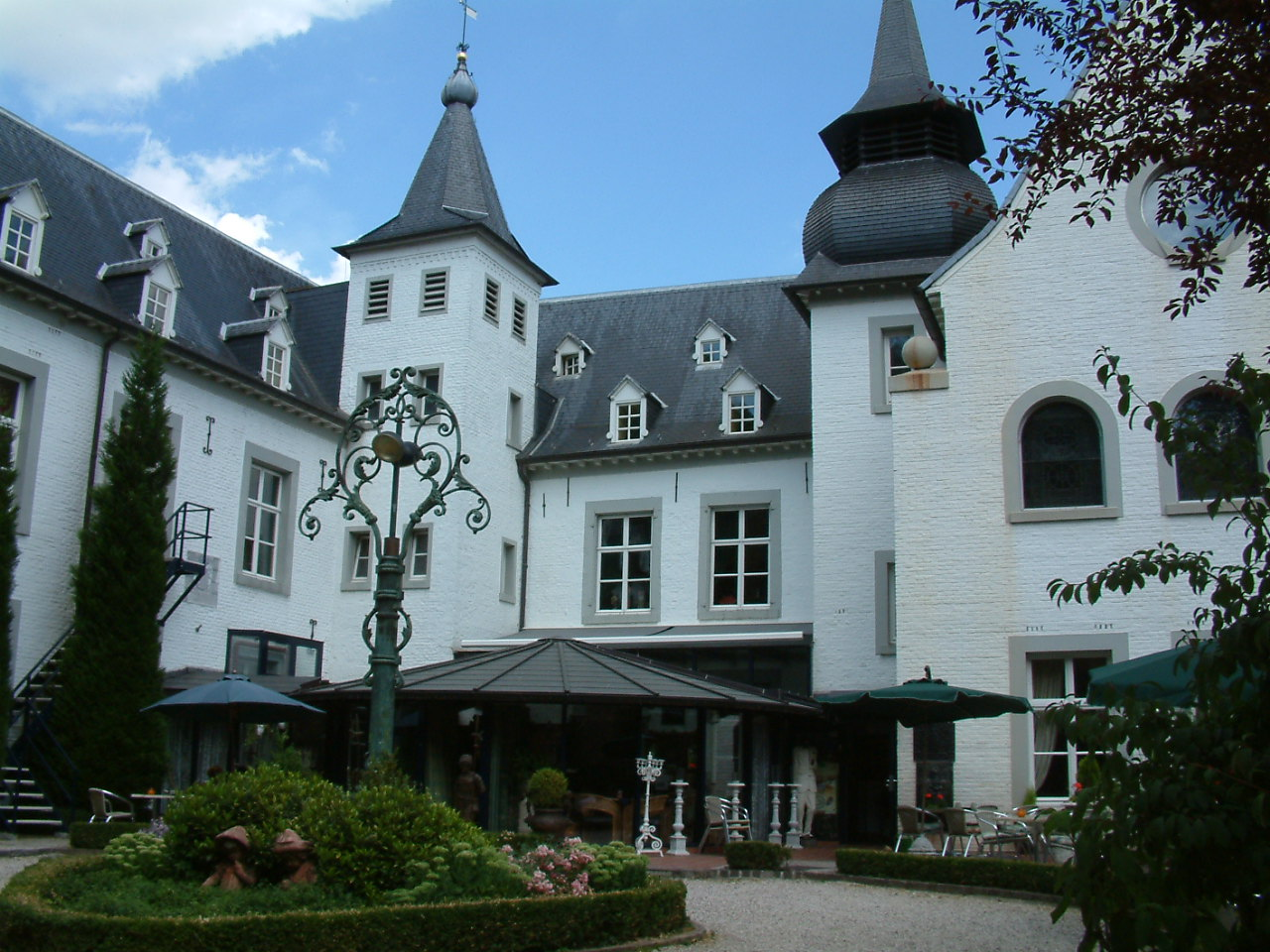
Haus Doenrath
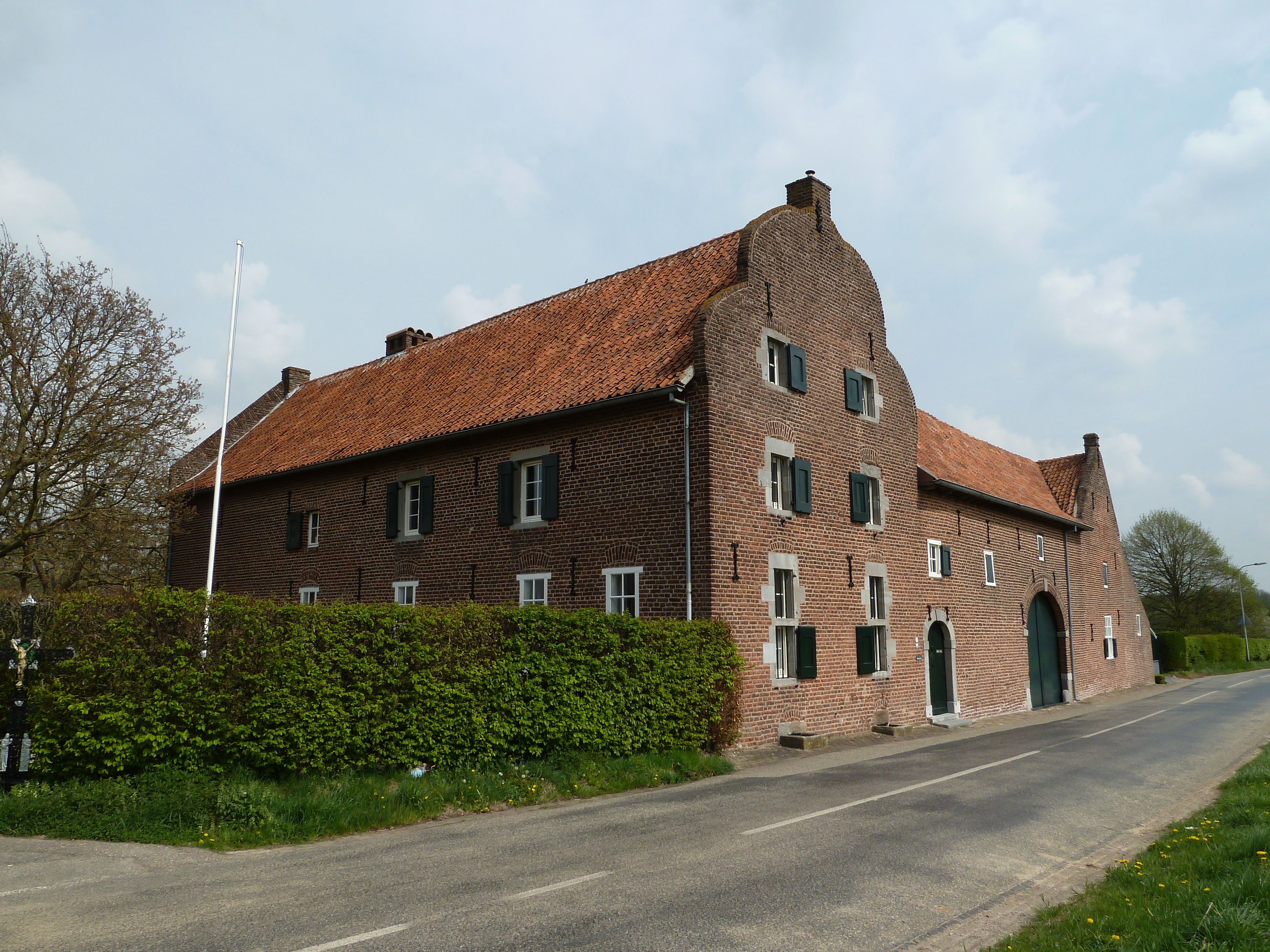
Haus Etzenrath
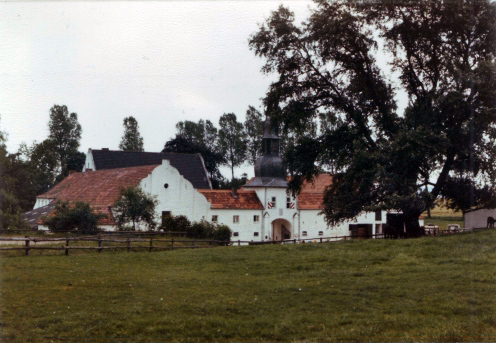
Gut Muthagen
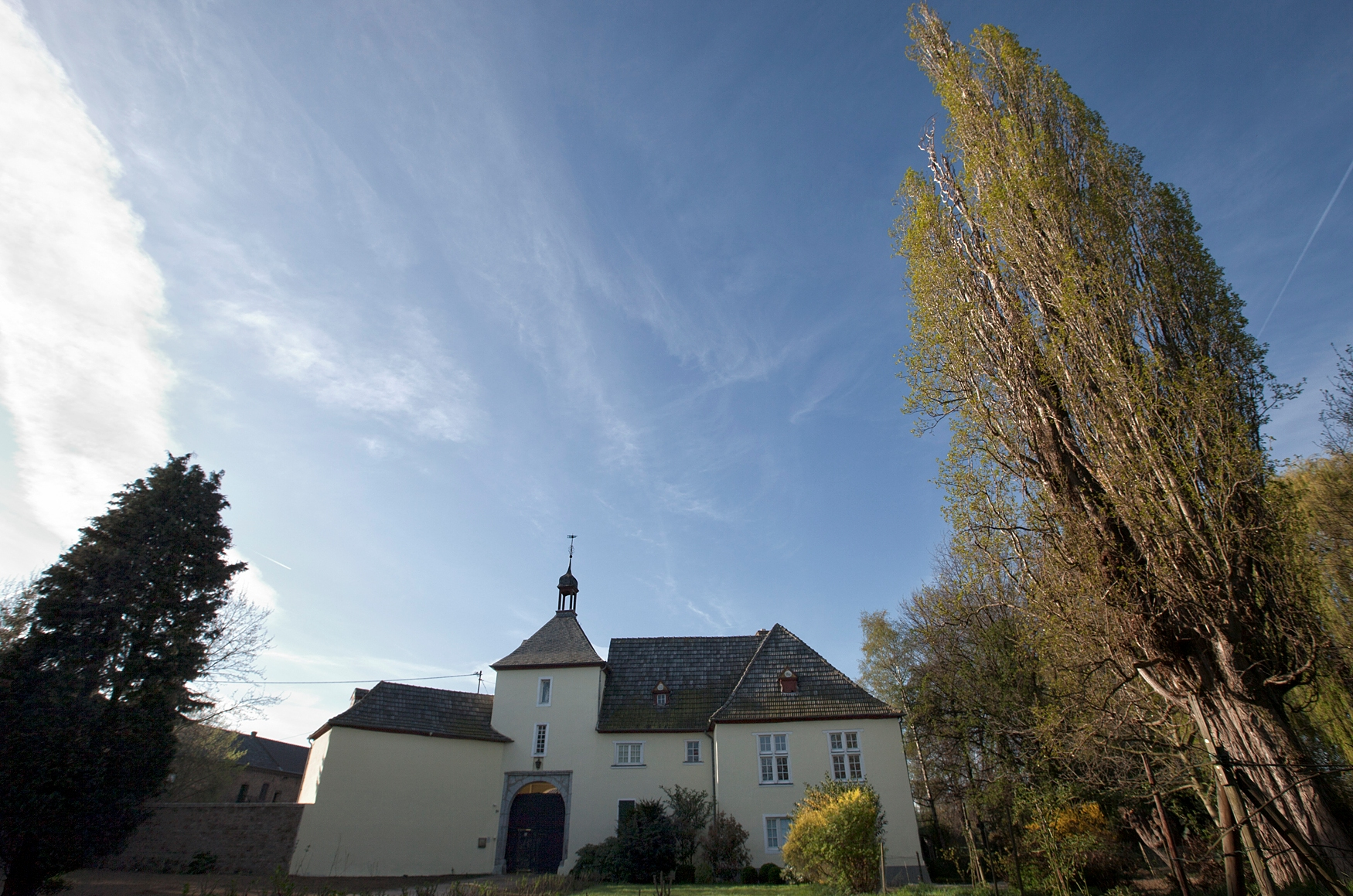
Burg Großbüllesheim

### Linie Vlassrath-Witten
Eine zweite Linie saß ab Mitte des 15. Jahrhunderts auf Haus Vlassrath (1441–1642). Diese besaß später das Haus Caen, den Issumer Turm in Linn sowie Vossem in Straelen, bevor sie 1642 im Mannesstamm ausstarb. Ein Teil dieser Linie kam Anfang des 15. Jahrhunderts nach Witten, wo es das dortige Gericht innehatte. Dieser Zweig starb bereits Anfang des 17. Jahrhunderts aus.

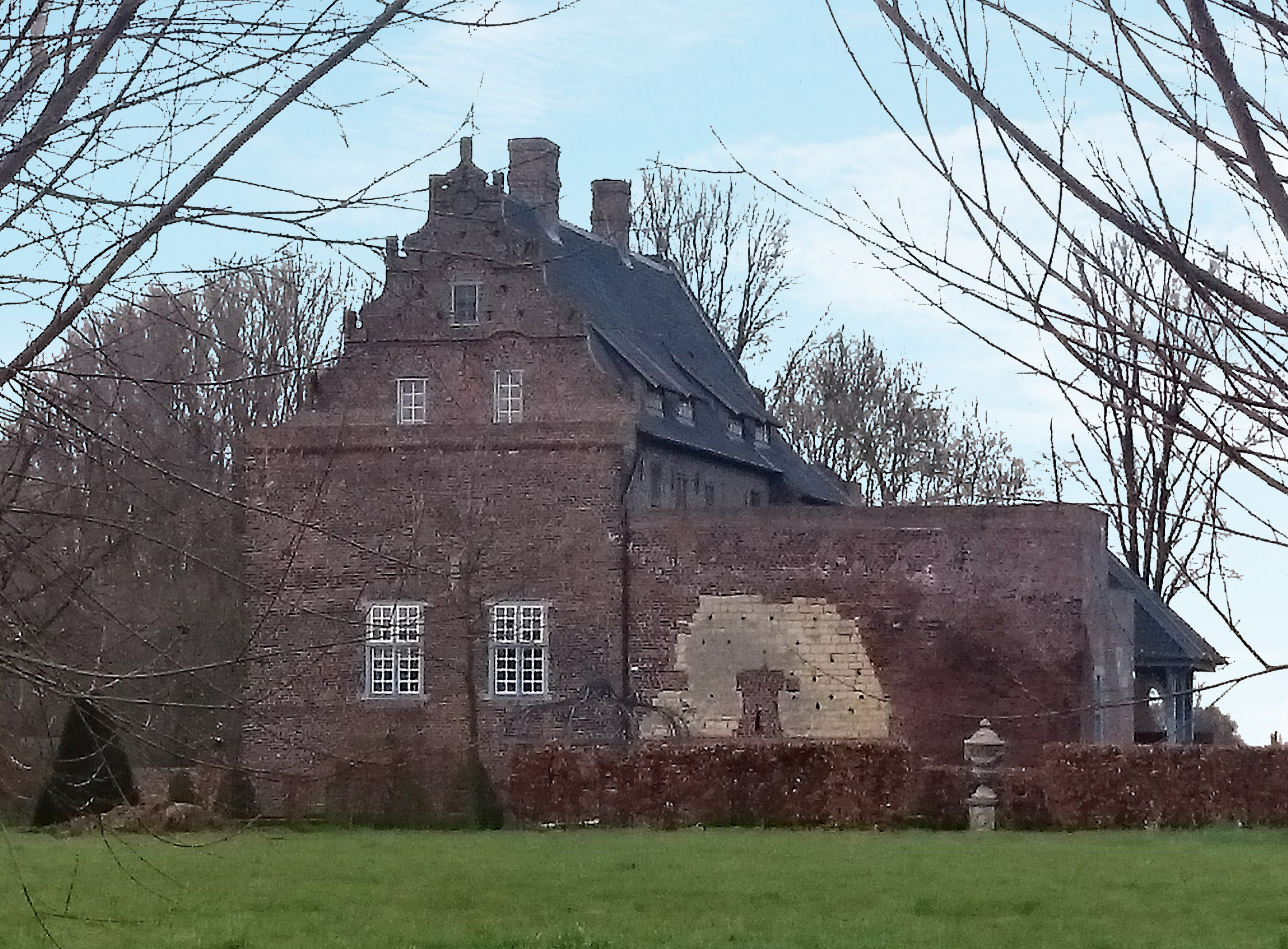
Haus Vlassrath
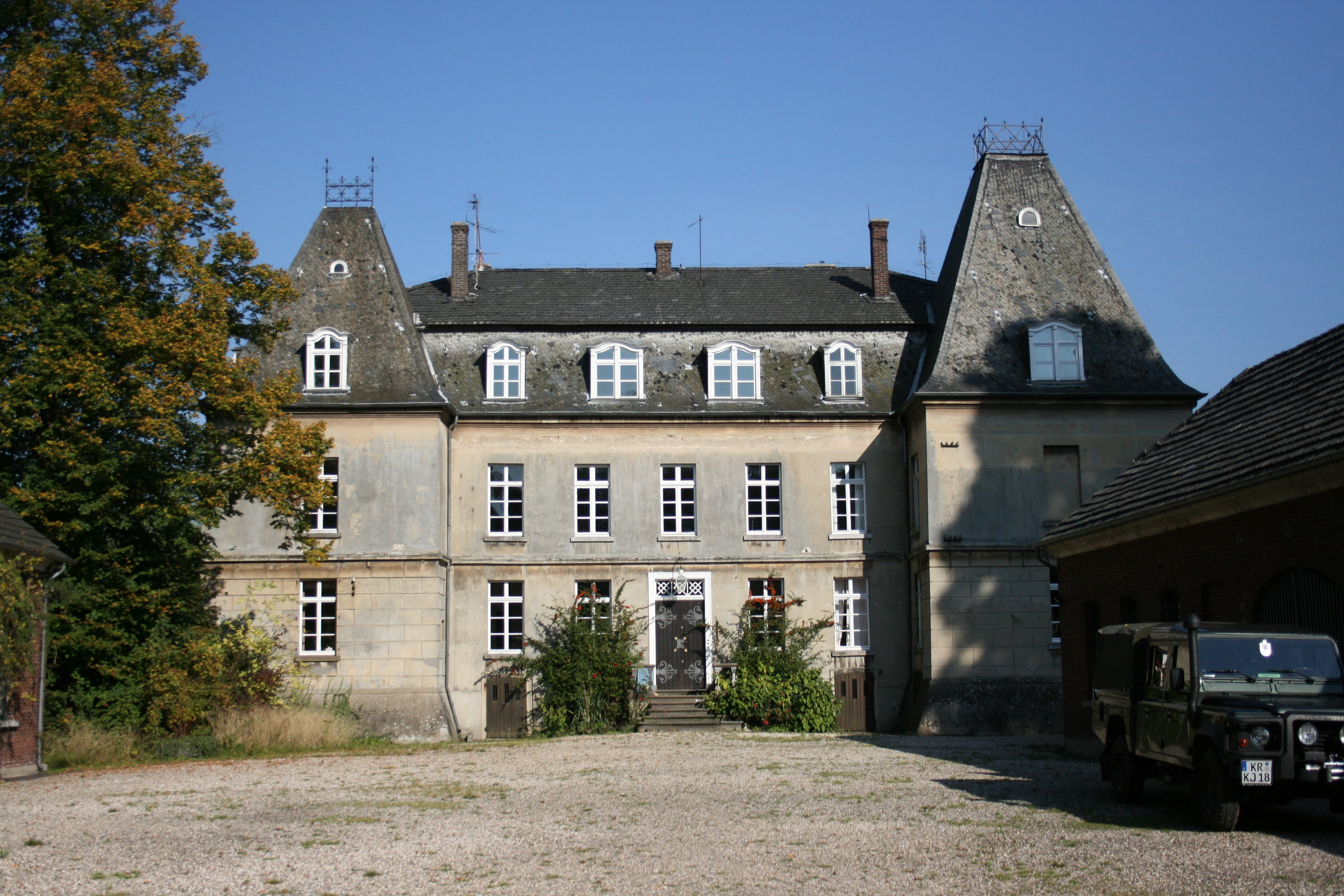
Haus Caen
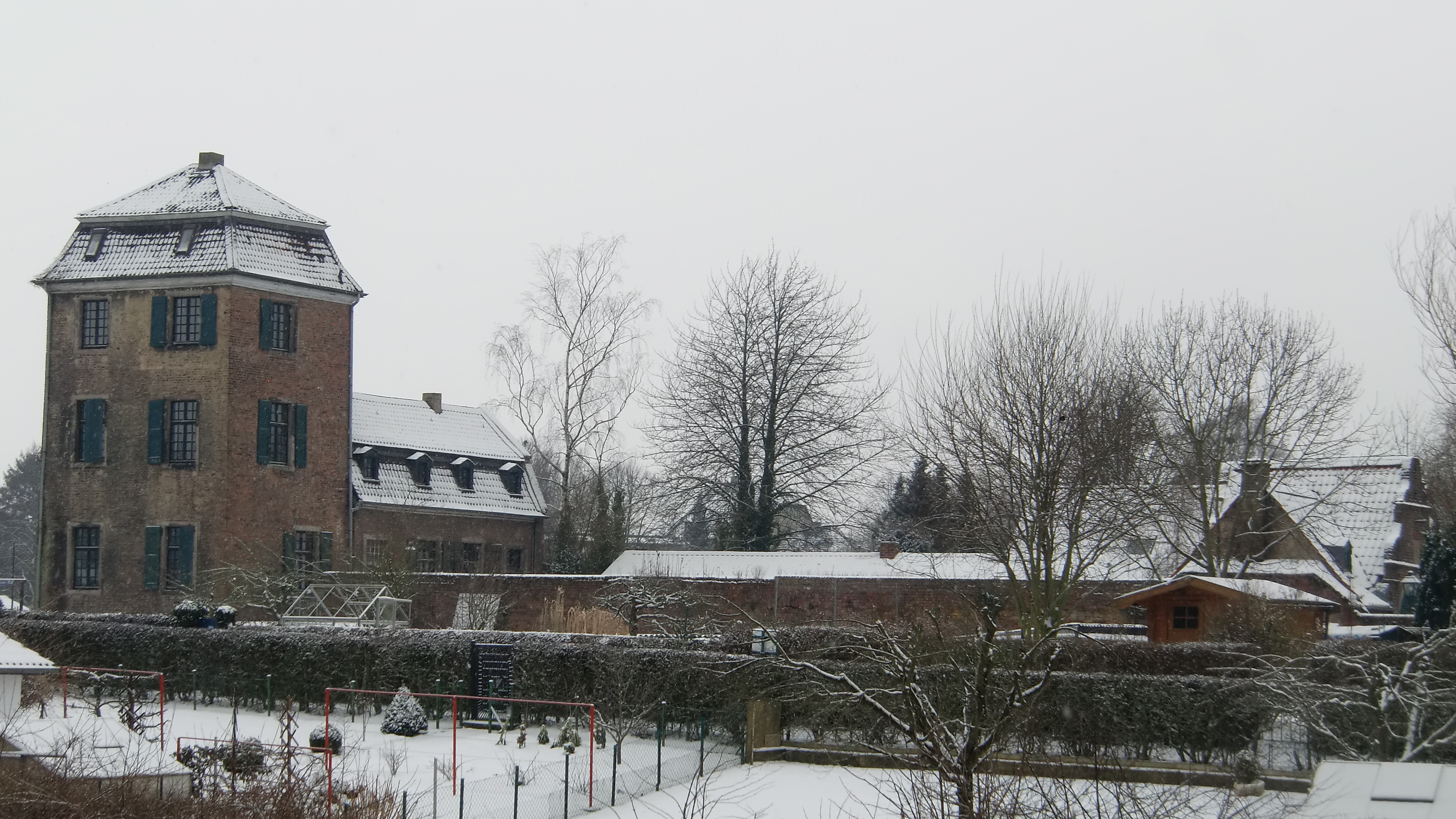
Issumer Turm

### Verbindung zu den Herren von Brent
Ebenso wie die genealogische Verbindung zwischen den beiden o. g. Linien nicht bekannt ist, so sind auch die genauen Details einer seit dem 16. Jahrhundert durch eine Wappenvereinigung dokumentierten Verbindung mit den Herren von Brent unklar. Dies liegt insbesondere daran, dass sich Mitglieder beider Familien identisch, nämlich Brent, Bremt, Brempt oder ähnlich, nannten. Schleicher stellt zwar fest, dass die oben angesprochene Linie zu Witten nach „Steinen III. Taf. 65“ das vereinigte Wappen führte, doch ist bei Steinen nur eine Abbildung des vereinigten Wappens zu finden, nicht jedoch die von Schleicher angesprochene Behauptung. An anderer Stelle wiederum schreibt Schleicher, dass die Linie der Herren von Brent zu Venne das vereinigte Wappen führten. Das wiederum stimmt mit Fahnes 1859er Feststellung überein, dass nur die von ihm um unter „III.“ geführte Linie zu Venne das vereinigte Wappen führte. Allerdings zählt Fahne diese Linie vollständig zu den Herren von Brempt, während Schleicher sie, den zitierten Siegeln des 14. Jahrhunderts nach, wohl richtigerweise den Herren von Brent zuordnet. Wenn Fahne mit seiner weiteren Feststellung, dass Ende des 15. Jahrhunderts eine Erbtochter der Herren von Brent einen von Brempt heiratete und diese daraufhin das Wappen vereinigten, Recht hat, dann dürfte diese Linie zu Venne, die 1627 in den Reichsfreiherrenstand erhoben wurde, ab einem gewissen Zeitpunkt Ende des 15. Jahrhunderts bis zu ihrem Aussterben 1729 zu den Herren von Brempt und nicht zu den Herren von Brent zu zählen sein. Jedenfalls würde dies erklären, warum in dem vereinigten Wappen das Wappen derer von Brempt vorne (rechts) und das Wappen derer von Brent hinten (links) geführt wurde.

## Wappen
Blasonierung des Stammwappens: In Silber fünf (oder vier) blaue Balken. Auf dem gekrönten Helm ein silberner offener Flug. Die Helmdecken sind blau-silbern. Es besteht eine Wappenverwandtschaft zu denen von Dücker.
Blasonierung des vereinigten Wappens nach Spießen: Der Schild gespalten. Rechts in Silber fünf (oder vier) blaue Balken; links geteilt, oben grün, unten in Rot drei silberne Pfähle. Zwei gekrönte Helme: 1. weißer Flug, 2. natürliche Rübe mit drei Blättern. Die Helmdecken rechts blau-silbern, links blau-golden.
Weitere Wappendarstellungen des vereinigten Wappens derer von Brempt-Brent:

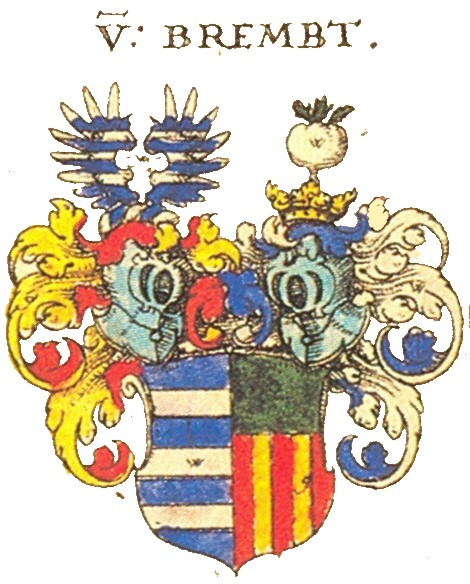
Wappen derer von  Brembt bei Siebmacher
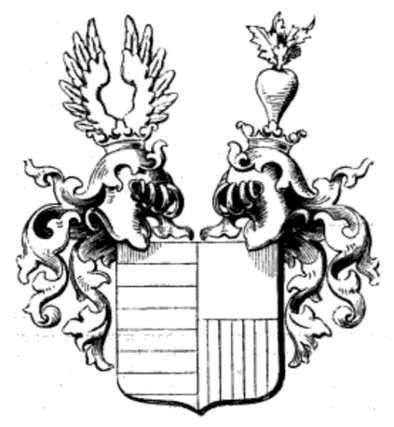
Vereinigtes Wappen derer von Brempt-Brent nach Fahne
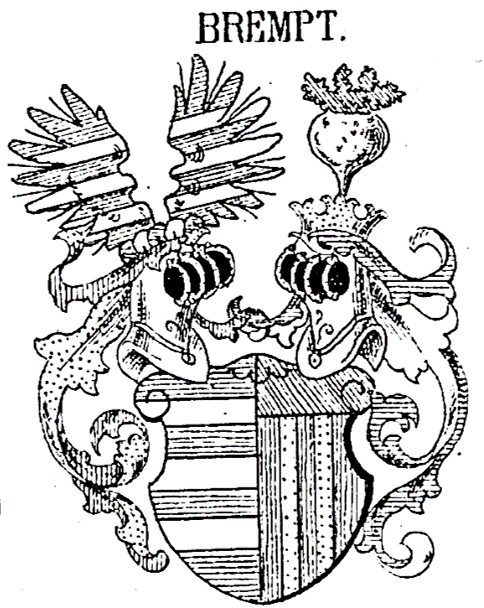
Vereinigtes Wappen derer von Brempt-Brent nach Blažek
Vereinigtes Wappen derer von Brempt-Brent

Hinsichtlich der Tingierung des Brentschen Teils des vereinigten Wappens gibt Fahne 1858 abweichend an, dass es oben Rot und unten drei blaue Pfähle in Gold zeigt. Ein Jahr später schreibt Fahne, dass das Brentsche Wappen oben Blau oder Grün und unten drei rote Pfähle in Gold zeigt. Blažek wiederum gibt 1886 an, dass die Brentsche Seite unter grünem Schildhaupt in Rot zwei goldene Pfähle zeigt.
Das Stammwappen derer von Brempt findet sich in den Wappen von Niederkrüchten und Vorst, das vereinigte Wappen derer von Brempt-Brent in dem vermehrten Wappen derer von Nesselrode-Landskron:

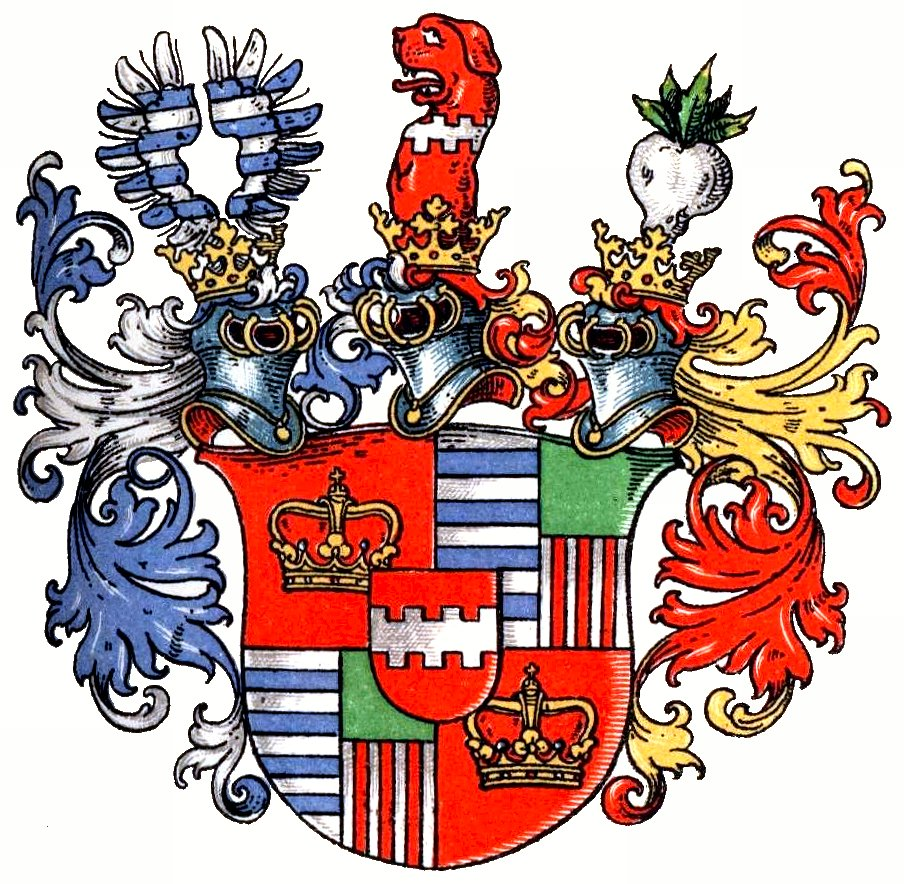
Wappen derer von Nesselrode-Landskron
Wappen von Niederkrüchten
Wappen der ehem. Gemeinde Vorst

## Namensträger
- Dietrich von Brempt, 1293–1294 Kölner Bürgermeister
- Rütger von Brempt, 1382–1385 Marschall von Westfalen
- Engelbrecht (Engelbert) von Brempt d. A. († vor 1505), Drost zu Straelen
- Lufardis (Liefard, Leyffart) von Brempt zu Vlassrath († 1510), 1490–1510 Äbtissin des Stifts St. Quirin in Neuss, Tochter des Drosten zu Straelen Engelbrecht (Engelbert) von Brempt d. A. († vor 1505)
- Ludwig Anton Johann von Brempt (1696–1774), Obrist eines Infanterie-Regiments, Generalleutnant und Kommandant zu Pignerol
- Theodor Hyacinth von Brempt, Generalleutnant, Turin (Kgr. Sardinien)
- Maria Magdalena von Brempt († 1720), 1691–1720 Äbtissin des Klosters Saarn